# Robotron: 2084
Robotron: 2084 — аркадний ігровий автомат створений в 1982 році компанією Vid Kidz для Williams Electronics. Гра мала унікальне для свого часу керування, в якому було два восьми-позиційних джойстика (один для переміщень, другий для стрільби) на відміну від типовішої конфігурації з єдиним джойстиком і кнопкою стрільби.
Кожен рівень починається з того, що гравець в образі мутанта, здатного стріляти у восьми напрямках, опиняється в натовпі ворожих роботів (Robotron-ів), яких слід знищувати. Перемігши всіх противників, гра переходить на наступний, складніший рівень. По ігровому полю повільно переміщуються «гуманоїди» — клони останньої людської сім'ї, яка складається з Мами, Тата й Міккі. Їх потрібно врятувати, перш ніж до них доберуться агресивні роботи. При цьому сам гравець не може завдати людям шкоди. Роботи є декількох видів, в тому числі нерухомі.
Коли пройти всі рівні, гра почнеться з початку, але на вищій складності.